# Coustouge
Coustouge – miejscowość i gmina we Francji, w regionie Oksytania, w departamencie Aude.
Według danych na rok 1990 gminę zamieszkiwało 76 osób, a gęstość zaludnienia wynosiła 8 osób/km² (wśród 1545 gmin Langwedocji-Roussillon Coustouge plasuje się na 825. miejscu pod względem liczby ludności, natomiast pod względem powierzchni na miejscu 779.).